# Chaos A.D.
A Chaos A.D. a Sepultura nevű brazil metalegyüttes ötödik nagylemeze, amely 1993 szeptemberében jelent meg a Roadrunner Records gondozásában. Ezen a lemezen már nem Scott Burns, hanem Andy Wallace volt a producer, aki az Arise lemez keverését végezte. Zeneileg egy hardcore- és groove-orientáltabb irányba fordult az együttes. Az album a 32. helyet szerezte meg a Billboard 200 lemezeladási listán.
A Slave New World dalban Evan Seinfeld, a Biohazard hardcore-együttes énekes/basszusgitárosa, míg a Biotech Is Godzilla dalban Jello Biafra, a Dead Kennedys punkegyüttes énekese volt társszerző. A lemezre felkerült a New Model Army együttes The Hunt című dalának feldolgozása.
A lemezt 2017-ben a Rolling Stone magazin a Minden idők 100 legjobb metalalbuma listáján a 28. helyre rangsorolta.

## Az album dalai
| #   | Cím                      | Hossz |
| --- | ------------------------ | ----- |
| 1.  | Refuse/Resist            | 3:20  |
| 2.  | Territory                | 4:47  |
| 3.  | Slave New World          | 2:55  |
| 4.  | Amen                     | 4:27  |
| 5.  | Kaiowas                  | 3:43  |
| 6.  | Propaganda               | 3:33  |
| 7.  | Biotech Is Godzilla      | 1:52  |
| 8.  | Nomad                    | 4:59  |
| 9.  | We Who Are Not as Others | 3:42  |
| 10. | Manifest                 | 4:49  |
| 11. | The Hunt                 | 3:59  |
| 12. | Clenched Fist            | 4:58  |

| 13. | Chaos B.C.             | 5:12 |
| 14. | Kaiowas (Tribal Jam)   | 3:47 |
| 15. | Territory (Live)       | 4:48 |
| 16. | Amen/Inner Self (Live) | 8:42 |

## Közreműködők
- Max Cavalera – ének, ritmusgitár
- Andreas Kisser – szólógitár
- Paulo Jr. – basszusgitár
- Igor Cavalera – dob, ütőhangszerek